# Колібрі-манго чорногорлий
Колі́брі-ма́нго чорногорлий (Anthracothorax nigricollis) — вид серпокрильцеподібних птахів родини колібрієвих (Trochilidae). Мешкає в Південній Америці і Панамі.

## Опис

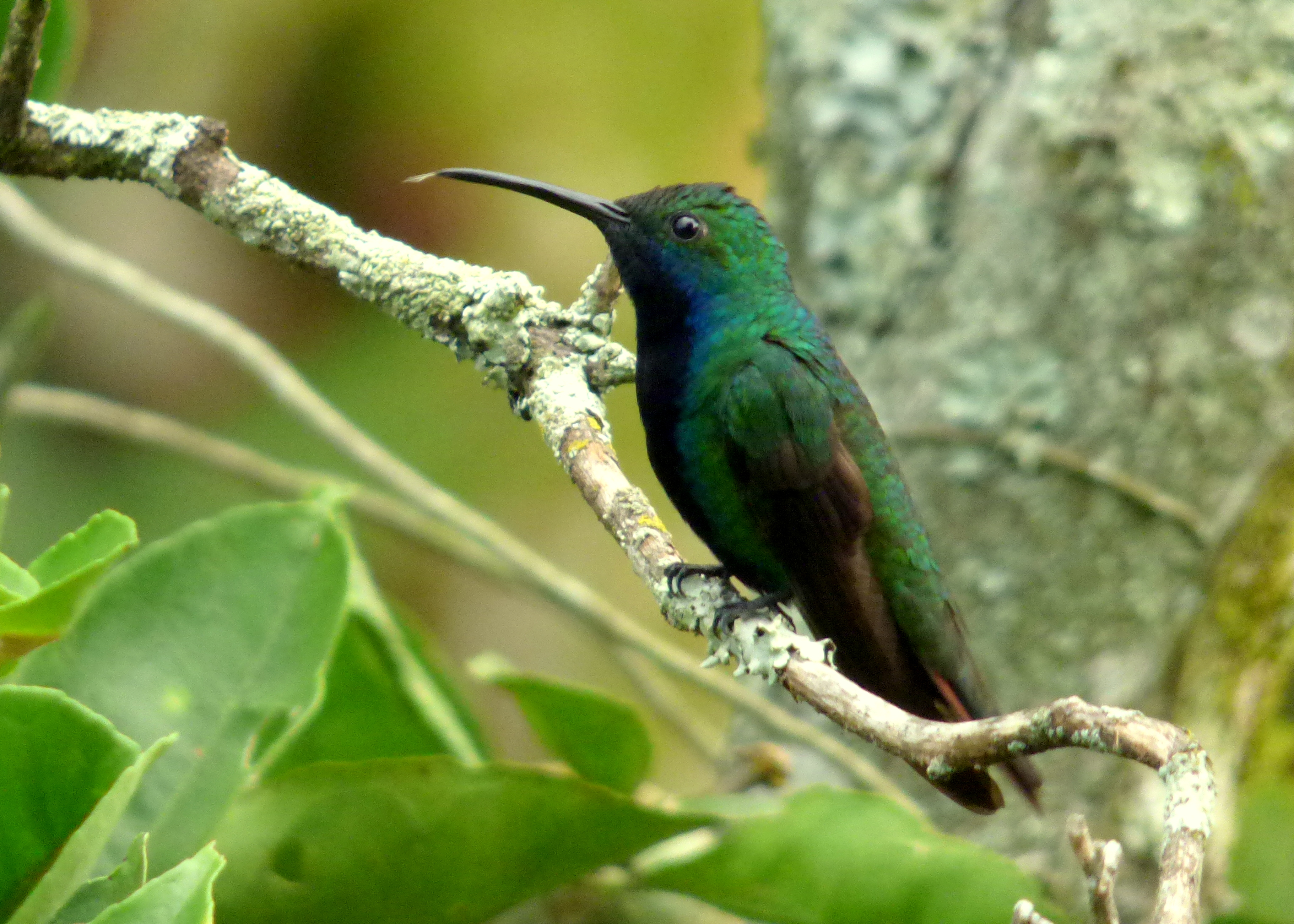
Самець чорногорлого колібрі-манго

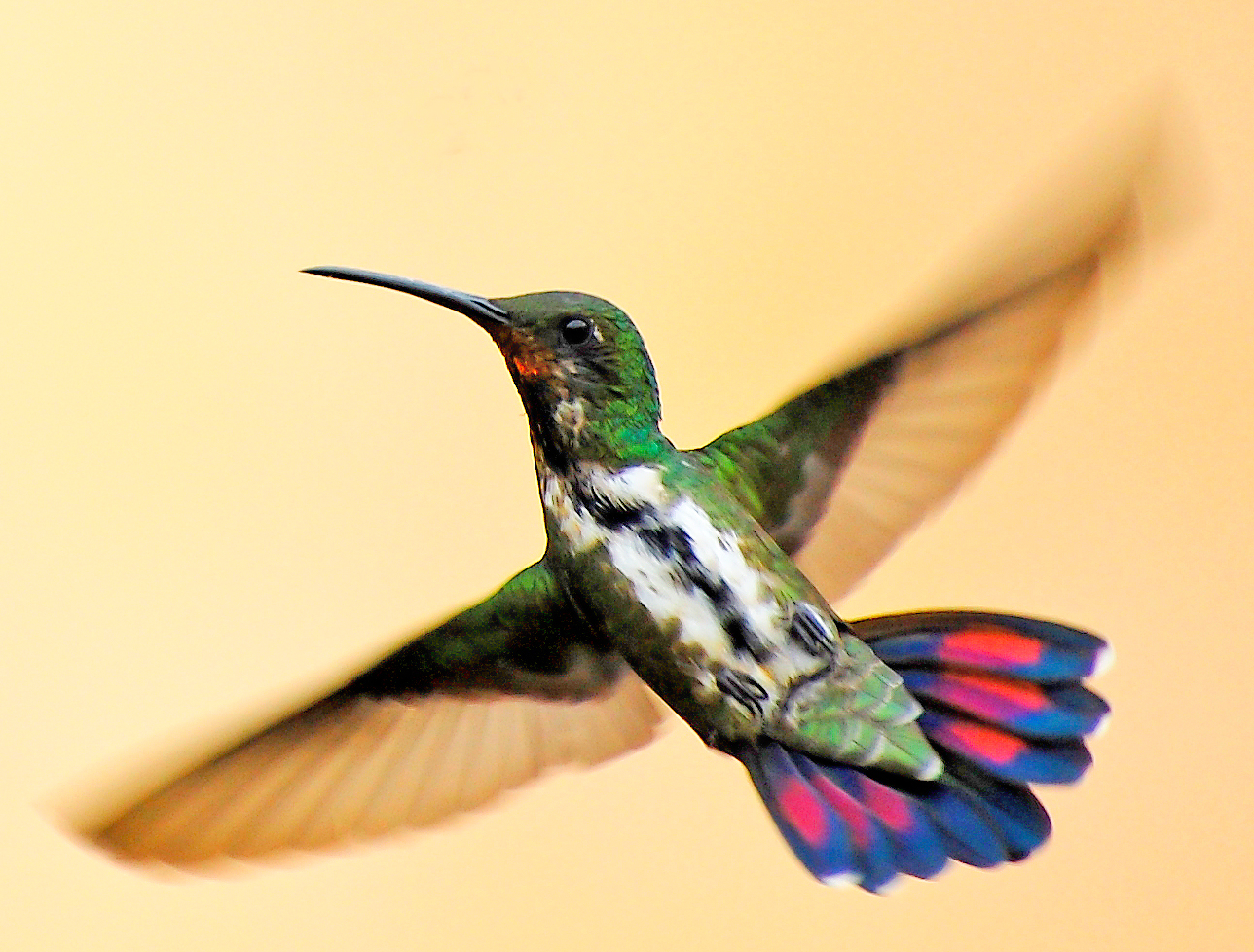
Самиця чорногорлого колібрі-манго

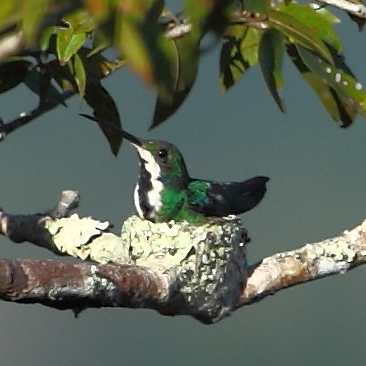
Самиця чорногорлого колібрі-манго на гнізді

Довжина птаха становить 11-12 см, самці важать 5,5-7,5 г, самиці 6-7,3 г. У самців верхня частина тіла бронзово-зелена, горло і груди оксамитово-чорні, боки яскраво-зелені, решта нижньої частини тіла зелена. Пера на центральній частині грудей і на животі мають блискучі синьо-зелені краї. Хвіст переважно винно-червоний, стернові пера мають темно-сині кінчики і краї. Лапи покриті білим пуховим пір'ям. Дзьоб довгий, чорний, дещо вигнутий.
У самиць верхня частина тіла яскраво-зелена, блискуча. На нижній частині тіла у них є широка оксамитово-чорна смуга, яка іде від підборіддя до живота. з боків від неї є широкі білі смуги. У молодих птахів пера на голові і криах мають сірі або охристі кінчики, а обличчя у них коричневе.

## Поширення і екологія
Чорногорлі колібрі-манго мешкають в Панамі, Колумбії, Еквадорі, Перу, Болівії, Бразилії, Венесуелі, Гаяні, Суринамі, Французькій Гвіані, Аргентині, Уругваї та на Тринідаді і Тобаго. Вони живуть на узліссях вологих тропічних лісів, в рідколіссях, в парках і садах, на висоті до 1000 м над рівнем моря.
Чорногорлі колібрі-манго живляться нектаром великих квітучих дерев, зокрема еритрін, евкаліптів, Mabea з родини молочайних і Spirotheca та Tabebuia з родини мальвових, а також нектаром чагарників і ліан, зокрема з родів Aechmea, Bauhinia, Calliandra, Leonotis, Russelia, Ixora і Hibiscus. Також вони доповнюють свій раціон комахами, яких ловлять в польоті. Самці захищають кормові території, однак не надто агресивно. 
На острові Тринідад сезон розмноження у чорногорлих колібрі-манго триває з грудня по липень, на північному узбережжі Венесуели з січня по квітень, в Бразильській Амазонії з липня по серпень, на сході Еквадору в серпні, в Колумбії протягом всього року. Гніздо невелике, чашоподібне, робиться з рослинного матеріалу, лишайників і павутиння, прикріплюється до гілки дерева, на висоті від 8 до 15 м над землею, іноді на висоті 1-2 м над водою. В кладці 2 білих яйця розміром 14,3-16,5×9,1-89,5 мм і вагою 0,61 г. Інкубаційний період триває 16-18 днів. Пташенята покидають гніздо через 20-24 дні після вилуплення, однак самиці продовжують піклуватися про них ще 3-4 тижні. За сезон може вилупитися 2 виводки. Птахи набувають статевої зрілості у віці 2 років.